# Ilmajokite
La ilmajokite è un minerale.